# Örebro (sång)
"Örebro" är en låt av det svenska punkrockbandet Millencolin, utgiven digitalt 2009. Låten skrevs som en hyllning till staden Örebro samt som kamplåt till det lokala fotbollslaget Örebro SK Fotboll. Låten hade premiär den 5 juli 2009 i samband med den allsvenska matchen mellan Örebro SK och AIK.

## Låtlista
1. "Örebro"